# جورج قاسم
جورج ألبرت قاسم (بالإنجليزية: George Albert Kasem)‏ ـ (6 أبريل 1919 ـ 11 فبراير 2002) هو سياسي أمريكي من أصل لبناني، كان عضوًا بمجلس النواب الأمريكي عن المقاطعة البرلمانية الخامسة والعشرين بولاية كاليفورنيا (3 يناير 1959 ـ 3 يناير 1961). وهو أول أمريكي عربي يُنتخب لعضوية الكونغرس الأمريكي.
ولد جورج قاسم في درومرايت بولاية أوكلاهوما لأبوين لبنانيين هما عبد الله قاسم ونبيهة بدر قاسم، ثم انتقلت الأسرة أثناء طفولته إلى لوس أنجلوس بولاية كاليفورنيا. شارك جورج قاسم في الحرب العالمية الثانية ضمن صفوف القوات الجوية الأمريكية، وظل في القوات الجوية حتى سُرِّح بعد انتهاء الحرب سنة 1945. عقب الحرب حصل قاسم على درجة جامعية في القانون من جامعة كاليفورنيا الجنوبية سنة 1951، ليعمل محاميًا في مدينة بالدوين بارك بولاية كاليفورنيا، وهي المهنة التي عاد لممارستها بعد خروجه من الكونفرس.